# Rudgea vareschii
Rudgea vareschii är en måreväxtart som beskrevs av Julian Alfred Steyermark. Rudgea vareschii ingår i släktet Rudgea och familjen måreväxter. Inga underarter finns listade i Catalogue of Life.